# 다코역
다코역(일본어: 田子駅, たこえき)은 일본 와카야마현 히가시무로군 구시모토정에 있는, 서일본 여객철도의 철도역이다. 기세이 본선이 지나가며, 기노쿠니 선 소속 열차들을 이용할 수 있다.

## 역 구조
단식 1면 1선 구조의 지상역으로 열차끼리의 교행이 불가능하다. 신구 역이 관리하는 무인역으로, 자동발권기와 승차권 증명서 발행기는 없다.

## 역세권 정보
- 다코 강
- 국도 제42호선

## 역사
- 1940년 8월 8일 - 일본국유철도의 역으로 개업하였다.
- 1987년 4월 1일 - 민영화에 따라 서일본 여객철도의 소속이 되었다.

## 인접역
| 서일본 여객철도 기세이 본선 | 서일본 여객철도 기세이 본선 | 서일본 여객철도 기세이 본선 |
| --------------------------- | --------------------------- | --------------------------- |
| 다나미 신구 방면            | ■ 기노쿠니 선 보통          | 와부카 와카야마 방면        |